# Carl Heinrich Zöllner
|  | No s'ha de confondre amb Heinrich Zöllner. |

Carl Heinrich Zöllner (Oels, Silèsia, 1792 - 1836) fou un músic alemany. Celebrat virtuós de l'orgue, després de recórrer les principals ciutat del nord d'Europa, s'establí a Hamburg el 1833. Foren publicades d'aquest artista diverses obres per a orgue, un mètode per a piano, diverses sonates i cors.